# A. E. van Vogt
Pour les articles homonymes, voir Vogt.
Œuvres principales
- À la poursuite des Slans
- Les Fabricants d'armes
- Out of the Unknown
- La Faune de l'espace
- Le Monde des Ā
- Les Armureries d'Isher

Alfred Elton van Vogt (prononcé en anglais : /ˈælfrɪd ˈɛltən væn voʊt/), plus connu comme A. E. van Vogt, né le 26 avril 1912 au sud de Winnipeg (Manitoba) et mort le 26 janvier 2000 à Los Angeles, est un écrivain et romancier de science-fiction d'origine canadienne, naturalisé américain en 1945.
Van Vogt est considéré comme l'un des chefs de file de la période 1920-1995 qui constitue l'âge d'or de la science-fiction américaine, avec des chefs-d'œuvre comme À la poursuite des Slans, La Faune de l'espace et Le Monde des Ā ; ce dernier ouvrage popularise la sémantique générale auprès du public et provoque une importante polémique dans le monde de la science-fiction anglo-saxonne. La traduction française du Monde des Ā, effectuée par Boris Vian, contribue à lancer la science-fiction en France,.

## Biographie

### Jeunesse
Second d'une famille de six enfants, A. E. van Vogt naît dans la ferme de ses grands-parents paternels d'origine néerlandaise. Son père est épicier dans le petit village de Morden, pendant que sa mère tient la maison. Tous les deux parlent couramment le frison, qui se répand dans cette région rurale à la suite d'une immigration massive en provenance des Pays-Bas durant les décennies précédentes.
Alors qu'il n'a que quatre ans, sa mère impose l'utilisation de l'anglais à la maison. En dépit de cela, il s'obstine à parler le frison dans sa tête pendant un moment, ce qui montre un caractère marqué par une motivation inébranlable, qui se retrouve dans de nombreux personnages de ses œuvres. À l'âge de huit ans, un garçon de sa taille le rosse, ce qui atteint sérieusement son amour-propre. Il devient solitaire et se met à lire des contes de fées.
En 1922, son père, devenu avocat entre-temps, s'installe dans une petite ville protestante et conservatrice. N'étant pas d'origine anglaise, le jeune Elton est mis à part, ce qui renforce son sentiment de solitude. À l'âge de douze ans, l'un de ses enseignants lui interdit de lire des contes de fées, lui intimant d'aller jouer dehors. Il s'entête, mais, finalement, passe aux romans d'aventure, qu'il loue à un camarade de classe.
Quelques années plus tard, en 1926, son père s'installe à Winnipeg et devient directeur pour la compagnie maritime Holland-American Steamship Line, spécialisée dans le transport des immigrants hollandais attendus dans les Prairies canadiennes. Le jeune van Vogt, qui vient de la campagne, vit un choc urbain. Pour le surmonter, il se met à dévorer des livres à raison de deux par jour. C'est pendant cette période qu'il découvre le magazine de science-fiction Amazing Stories. Il a quatorze ans et commence à éprouver le besoin d'écrire.
En 1929, les conséquences de la Grande Dépression frappant très tôt au Canada, les affaires de la compagnie de son père périclitent. Celui-ci tente de se refaire à la bourse, mais perd ce qui lui reste. Alfred doit chercher un emploi, qu'il trouve au bureau du recensement à Ottawa en 1930.

### Débuts littéraires
En 1931, van Vogt s'initie à l'écriture en suivant des cours au Palmer's Institute of Authorship. Il les aborde en autodidacte sérieux et enthousiaste. Ces cours proposent une méthode qui repose sur les principes de Gallishaw, que van Vogt appliquera pendant une bonne partie de sa vie littéraire.
Armé de ces principes de rédaction, van Vogt quitte son poste de fonctionnaire, qu'il occupait depuis environ un an, et retourne à Winnipeg en 1932. À ses débuts, il écrit des histoires romancées pour des magazines, surtout pour True Story, et se spécialise dans la confession écrite, une forme de récit populaire à cette époque. Ayant peu de moyens financiers, la bibliothèque municipale lui sert de bureau.
Il fréquente également un groupe d'écrivains, dont l'un des membres, Edna Mayne Hull, deviendra son épouse. Le père de cette dernière possède une bibliothèque de 4 000 volumes qu'Alfred lit pendant que sa future épouse se maquille et s'habille. Ces livres lui donnent accès à un univers culturel plus sophistiqué, lui qui se nourrissait auparavant de magazines de mauvaise qualité.
En 1933, il s'inscrit à des cours d'écriture par correspondance du Writer's Digest. Son formateur, après avoir lu l'une de ses histoires destinées à True Story, l'incite à abandonner ce genre pour devenir un écrivain classique. Une année plus tard, van Vogt décide de s'investir dans un autre genre littéraire, mais se défend de le faire à la suite de la suggestion du formateur. Il produit des pièces pour une station de radio, un métier mal payé selon ses affirmations. En 1936, par obligation financière, il devient aussi correspondant du groupe Maclean's. La combinaison des deux emplois est éprouvante pour lui.

### Succès
C'est en 1938 que van Vogt s'intéresse à la science-fiction. Il tombe par hasard sur un exemplaire du magazine Astounding Stories et lit la nouvelle Who Goes There ? Van Vogt y perçoit une telle impression de force qu'il décide de prendre contact avec John W. Campbell, l'éditeur du magazine. À la suite d'une réponse favorable de ce dernier, il commence à écrire pour Astounding Stories. En juillet 1939, le magazine publie la nouvelle Black Destroyer. Elle en fait une vedette instantanée et van Vogt devient l'un des écrivains majeurs de l'âge d'or de la science-fiction américaine.
Deux mois plus tard, la Seconde Guerre mondiale éclate. Au contraire de plusieurs compatriotes, van Vogt ne peut faire partie de l'armée : il est trop myope. Le gouvernement canadien lui offre un poste au ministère de la Défense Nationale. Il hésite entre son devoir et la perspective de redevenir bureaucrate. Finalement, il accepte l'offre d'Ottawa et part en octobre en compagnie d'Edna Mayne Hull, qu'il a épousée en mai de la même année.
Malgré cet emploi, Alfred réussit à maintenir un certain niveau de production littéraire. Lorsqu'il rentre chez lui après son travail, il prend le repas que son épouse lui a préparé, se repose un peu, puis s'installe pour écrire jusqu’à 23 heures. Le samedi et le dimanche, il travaille moins tard, mais rédige quand même. C'est dans ces conditions qu'il écrit À la poursuite des Slans et différentes nouvelles qui font partie du cycle du Rull. En décembre de la même année, Astounding Stories publie Discord in Scarlet, qui reçoit encore un accueil enthousiaste.
Van Vogt, en rédigeant ses nouvelles, trahit les enseignements de Gallishaw. Il prend l'habitude, lorsqu'une idée lui vient, de l'introduire dans le texte, même si elle augmente le nombre d'intrigues. Si elle semble n'avoir aucun lien avec l'histoire en cours, il réfléchit au moyen de l'introduire et y parvient généralement.
C'est pendant cette période qu'il découvre la puissance des rêves et les utilise comme source d'inspiration. Selon lui, le sommeil filtre sa « machine à penser », tandis que sa pensée diurne filtre les idées qui proviennent de l'inconscient, lesquelles lui sont communiquées via les rêves.[style à revoir]
À l'automne 1940, À la poursuite des Slans paraît en feuilleton dans Astounding Stories et les lecteurs crient au chef-d'œuvre. Par contre, l'année 1941 est celle de Robert A. Heinlein. À ce moment-là, van Vogt ne produit presque plus. En effet, la guerre fait rage en Europe et le gouvernement canadien demande à ses employés de travailler de plus longues heures. Au début, il exige deux soirs par semaine, puis quatre, pour finalement réclamer le samedi et le dimanche. « Je cessai d'écrire. Je me rendis compte que je me condamnais. Aussi quittai-je mon emploi. Je le quittai, par hasard, deux mois avant que les employés du ministère se trouvent bloqués à leur poste pour la durée de la guerre. »
Il demeure quelques mois à Farmpoint, au Québec, un petit village francophone en plein bois. La guerre a drainé la population locale et, en conséquence, le prix des loyers est notablement plus bas qu'à Ottawa. Van Vogt écrit de onze à douze heures par jour, tous les jours de la semaine. C'est à ce moment que paraît La Balançoire, nouvelle qui commence le cycle des marchands d'armes. Grâce aux revenus des nouvelles qui paraissent dans Astounding Stories, il part s'établir à Toronto.
Il y demeure deux ans, rédigeant deux romans et une quinzaine de nouvelles. Le seul destinataire de cette production est Campbell, qui les ventile entre Astounding Stories et Unknown, un magazine de fantasy qu'il édite également. Cette boulimie provient de l'entrée en guerre des États-Unis à la fin de 1941, laquelle mobilise plus d'un écrivain de science-fiction.
Campbell publie une novelette ou une nouvelle de van Vogt par mois de mars à mai 1942, d'octobre 1942 à avril 1943 et de juillet à novembre 1943. En nombre de mots, la production de van Vogt s'établit ainsi :
- 1942 : 130 000
- 1943 : 220 000
- 1944 : 65 000.

L'année 1943 lui permet de bien vivre de sa plume. Van Vogt mentionne qu'il a reçu 4 000 dollars canadiens pendant cette année, ce qui représentait à peu près quatre fois le salaire annuel d'un fonctionnaire. Cependant, il ne peut maintenir ce rythme, comme le démontre sa production de l'année 1944. Pour augmenter les revenus familiaux, sa femme se met également à écrire des histoires de science-fiction et de fantasy.
Jusqu’à la fin de 1942 (avril 1943, si nous considérons les publications), il continue le cycle du Rull et rédige les nouvelles qui feront partie de Quête sans fin. Cependant, il consacre l'essentiel de son temps au cycle des marchands d'armes, puisque paraît une novelette et un roman, The Weapon Shop (non traduit en français), qui sont finalement intégrés aux Armureries d'Isher. Ce roman est bientôt suivi des Fabricants d'armes, le deuxième roman du cycle des Marchands d'armes.
Après ce débordement d'effort créatif, van Vogt change de style : il produit un roman de fantasy : Le Livre de Ptath, il rédige des nouvelles qui feront partie de La Bête, et d'autres qui feront partie de Mission stellaire. Il continue à exploiter les filons de La Faune de l'espace et de Quête sans fin. Chemin faisant, il fait une découverte importante.
Il se réveille régulièrement la nuit, en proie aux différentes angoisses financières qui le tenaillent. En juillet 1943, il remarque que les réveils sont souvent porteurs de réponses qui lui permettent d'avancer les intrigues en cours. Il décide de systématiser l'accès à son inconscient. Il règle son réveil de façon que celui-ci sonne après 90 minutes. Avant de s'endormir, van Vogt réfléchit au problème à résoudre et s'endort. À chaque réveil, il y réfléchit encore, avant de s'endormir à nouveau. Le lendemain matin, il a souvent une solution originale. Pendant les sept années qui suivent, il se réveille quatre fois par nuit, 300 nuits par an.
À cette époque, le Canada s'enferme dans le conformisme par le biais de la censure. Par exemple, plusieurs magazines de science-fiction américains sont bloqués aux frontières. Il est fort probable que van Vogt étouffe dans un tel carcan, et qu'il souhaite s'en évader. En 1944, il décide de s'établir aux États-Unis. Campbell l'invite à New York, mais van Vogt préfère le climat plus chaud de Los Angeles. Il part en compagnie de son épouse, dont il affirme qu'elle est hystérique, émotive et souvent malade.

#### Lecycle du Ā
Dans cette ville démesurée pour le campagnard qu'il est, van Vogt vit un choc culturel important, et sa production baisse. Il se contente de poursuivre les cycles en cours. Puis en août 1945, il publie, dans Astounding Stories, la première partie du Monde des Ā, son œuvre phare. La dernière partie du feuilleton est publiée quelques mois plus tard et le roman est acclamé par un très grand nombre de lecteurs, mais, en même temps, sévèrement critiqué par certains professionnels du monde littéraire.
Le commentaire le plus dévastateur provient du critique et auteur de science-fiction Damon Knight. Son article In Search of Wonder attaque les écrits de van Vogt, mais surtout le roman Le Monde des Ā. Knight reproche à van Vogt ses histoires souvent illogiques et chaotiques. Pour cette raison, il le traite de « gâcheur cosmique » et de « pygmée qui utilise une machine à écrire géante »,. La traduction de cet article paraît dans le numéro 102 du magazine français Fiction. Dans les numéros 103, 104 et 105, Jacques Goimard contredit la critique de Knight. Malheureusement pour van Vogt, l'analyse de Goimard n'est pas traduite en anglais.
Pour faire taire les critiques, van Vogt remanie Le Monde des Ā en 1948 tout en préparant le terrain pour sa suite. Il le remanie encore en 1970 pour satisfaire à certaines conceptions personnelles.
Ce roman, le plus célèbre de l'auteur, est difficile à analyser. Pour les besoins de cet article, il suffit de savoir que van Vogt suit des cours de sémantique générale, système de pensée mis au point par Alfred Korzybski et exposé dans son livre Science and Sanity. An Introduction to Non-Aristotelian Systems and General Semantics. Ce système propose, entre autres choses, de consciemment séparer l'objet et sa représentation. Par exemple, le mot « science-fiction » n
'est pas la science-fiction, il ne fait que renvoyer à celle-ci. Autre exemple pour mieux asseoir le concept : le mot « Cupidon » ne tire pas de flèche. Ce système tente de guérir scientifiquement les névroses souvent dues à l'identification entre le mot et la chose.
Van Vogt affirme que s'il avait présenté les concepts de la sémantique générale tels que Korzybski les exposait, personne n'aurait rien eu à redire. Cependant, il croit qu'un auteur de science-fiction doit aller au-delà des limites perçues. Ce qu'il fait régulièrement.
Au printemps 1945, son attirance pour des « méthodes » à même d'améliorer la santé le pousse à essayer la méthode de rééducation des yeux du Dr Bates. Il n'obtient cependant pas d'autre résultat que d'apprendre à taper à la machine à écrire et, alors qu'il entame le cycle de Linn en décembre, il constate l'absence d'amélioration et rechausse ses lunettes en renonçant à la méthode Bates. Toutefois, cette méthode aura un impact sur sa production littéraire.
Pendant deux ans, les nouvelles du nouveau cycle se succèdent. Le roman À l'assaut de l'invisible, influencé par la méthode Bates, paraît également. En 1948, d'importantes maisons d'édition commencent à s'intéresser à la science-fiction. Par exemple, Simon & Schuster publie la version remaniée du Monde des Ā. Cet intérêt signifie la fin de la misère pour les auteurs du genre.
La suite tant attendue, Les Joueurs du Ā, paraît dans Astounding Stories d'octobre 1948 à janvier 1949. Une fois de plus, elle reçoit un accueil enthousiaste et quelques critiques négatives. Si à première vue, elle semble dans la continuité du volume précédent, la quête d'identité personnelle y est remplacée par une quête d'identité cosmique.

#### Fin du paradigme campbellien
Entre 1948 et 1950, van Vogt alimente différents magazines de science-fiction, tout en réservant à Campbell la plus grande part de sa production. Ses revenus s'améliorent et il se met à réviser ses romans antérieurs pour les rendre vendables en librairie. Il met aussi au point une technique, couramment utilisée de nos jours, qui permet de tirer des revenus supplémentaires de nouvelles déjà publiées.
Ayant produit beaucoup de nouvelles par nécessité financière, van Vogt n'a pas souvent l'occasion d'écrire des romans avec des thèmes originaux. Pour compenser ce « manque », il développe la technique de la mosaïque. Celle-ci consiste à « coudre » ensemble plusieurs nouvelles existantes pour en faire un roman. La Faune de l'espace et Le Silkie en sont des exemples typiques. Dans le premier, les « coutures » ne sont pas visibles pour un lecteur non-averti, il a seulement l'impression que l'équipage vit une suite d'aventures selon un crescendo de plus en plus violent. Dans le deuxième, certaines contradictions rendent l'histoire moins « unie ».
Toujours à partir de 1948, la science-fiction prend de l'ampleur et le paradigme campbellien perd de son importance. En effet, le magazine Astounding Stories, principal vecteur de l'âge d'or de la science-fiction américaine, est la référence en ce qui concerne la science-fiction de cette époque, mais la vision de Campbell devient à son tour surannée. Les magazines The Magazine of Fantasy & Science Fiction (première parution en 1949) et Galaxy Science Fiction (première parution en 1950) sonnent le renouveau.
En 1950, Alfred complète Créateur d'univers et La Maison éternelle. Il ferme la boucle du cycle du Rull, tout comme il écrit la dernière nouvelle qui compose La Faune de l'espace. Il publie également Le Sorcier de Linn, largement inspiré de Moi, Claude de Robert Graves.
Les Armureries d'Isher paraît dans sa forme remaniée et définitive en 1951, bien après Les Fabricants d'armes, alors que son action précède celle de ce dernier roman. Van Vogt a pris ses précautions en rédigeant Les Armureries d'Isher : certaines idées sont traitées de façon floues ou à peine esquissées, ce qui facilite le passage entre les deux romans.

### Le détachement
Toujours adepte de techniques et de méthodes, van Vogt a analysé la carrière d'auteurs et détermine qu'un auteur passe de mode après une dizaine d'années. La génération qui l'a connue cesse de s'intéresser à ses écrits et, pour la nouvelle génération de lecteurs, le style est suranné. Pour maintenir son revenu, l'auteur doit se renouveler, ce qui n'est évidemment pas facile car il doit abandonner les techniques qui lui ont donné le succès.
Sa première tentative est dans le domaine de la psychologie. Pourtant, The Hypnotism Handbook, publié en 1956, marque le point de départ non pas d'une nouvelle carrière, mais plutôt d'une parenthèse qui durera plus de dix ans.
En effet, ce livre attire l'attention de L. Ron Hubbard qui publie dans Astounding Stories l'article fondateur de la dianétique. En contact avec Hubbard, van Vogt, qui considère la dianétique d'un œil favorable, accepte de participer à l'implantation, en 1950, d'un centre de dianétique en Californie. Cependant, il ferme neuf mois plus tard. La dianétique de Hubbard s'incorpore dans l'église de scientologie, ce que van Vogt n'accepte pas. Estimant que la dianétique a rendu la santé à son épouse, il crée dès lors son propre centre de dianétique.
Se consacrant quasi totalement à la dianétique, van Vogt écrit peu d'histoires originales de 1950 à 1963. Il se contente, le plus souvent, d'appliquer la technique de la mosaïque. Il récrit ses romans classiques (La Faune de l'espace, À la poursuite des Slans, Les Armureries d'Isher, etc.) pour satisfaire les demandes des maisons d'édition. D'autres romans suivront. Dans les années 1970, il prend cependant ses distances vis-à-vis de la dianétique.
Les lecteurs français découvrent van Vogt en 1953, à la suite de la traduction par Boris Vian du Monde des Ā. En 1957, Vian récidive et traduit Les Joueurs du Ā. Certains observateurs de la scène littéraire française estiment que ces deux romans sont le déclencheur de l'engouement français pour la science-fiction. Et pour Jacques Goimard, cette « excellente traduction […] cristallise [en France] une admiration analogue à celle qui entoure Edgar Allan Poe vu à travers les traductions de Baudelaire ». Leur « réédition en poche [en 1970] en fait des livres culte pour la génération estudiantine qui vient de vivre Mai 1968 » et ces livres deviennent des best-sellers.

### Retour
Vers la fin des années 1950, van Vogt diversifie son registre. Il s'attaque à la rédaction d'un roman sur les méthodes psychologiques de rééducation (plus communément appelées « lavage de cerveau ») utilisées dans les camps de prisonniers en Chine. Après la lecture de maints ouvrages sur la psychologie, une centaine selon van Vogt, il accouche d'un roman : Une belle brute. Au contraire des autres, le personnage principal est antipathique, car égoïste, très sûr de lui et manquant de sensibilité. Plutôt que l'habituel super-héros, van Vogt nous offre un homme violent.
Quelques années plus tard, à la demande de Frederik Pohl, Alfred se remet à écrire de la science-fiction originale. Pohl souhaite probablement le voir rédiger des suites à La Faune de l'espace et aux Joueurs du Ā.
Alfred tente à nouveau de redéfinir son style. Si les premiers écrits originaux de cette époque, Sézigue et Les Sacrifiés, sont plutôt ordinaires, il persévère et parvient à se définir un style qui s'affirme à partir de 1969. Une nouvelle méthode lui permet d'écrire plusieurs romans de front. Il produit, entre autres, Quête sans fin, Ténèbres sur Diamondia et Les Enfants de demain.
En 1968, son père meurt à 81 ans. Van Vogt se met au jogging, puis à la marche rapide. Il utilise également une technique promue par la dianétique : l'autoaudition. Quatre ans plus tard, son frère Ira décède aussi. Il passe l'été 1973 au Canada, visite sa mère en foyer, tout comme il rend visite aux lieux de son enfance.
C'est dans cette atmosphère qu'il décide de mettre au point une méthode rapide pour apprendre les langues, frison en tête. Il publie Le Silkie, Invasion galactique et Des lendemains qui scintillent. Il publie un livre sur la psychologie financière, The Money Personality, ainsi qu'une autobiographie : Reflections of A.E. van Vogt. D'autres romans suivent, chacun exprimant le pessimisme et la fatalité de la mort. En 1971, se basant sur la nouvelle La Sorcière, il collabore au scénario de la série télévisée Au-delà du réel.
Son épouse meurt en 1975. En 1979, il épouse Lydia I. Brayman.
Pour la énième fois, Jacques Sadoul lui demande une suite aux Joueurs du Ā. Cela fait 30 ans que ce dernier envisage de la rédiger, mais sans jamais s'y résoudre. Sadoul sollicite l'aide de Lydia et obtient finalement La Fin du Ā, qui paraît en 1983.

### Vieillesse et fin de vie
En 1980, van Vogt reçoit le prix Casper canadien qui récompense son travail en science-fiction. En 1996, il devient membre du Science Fiction Museum and Hall of Fame, lequel honore la vie, l'œuvre et l'héritage littéraires d'écrivains de science-fiction. La même année, il est récipiendaire du prix Damon-Knight Memorial Grand Master décerné par le SFWA à un auteur vivant pour l'ensemble de son œuvre en science-fiction ou en fantasy.
Atteint de la maladie d'Alzheimer depuis plusieurs années, van Vogt décède en 2000 à Los Angeles.

## Analyse
Van Vogt est considéré comme un génie sans talent littéraire et un auteur à idées. Lui-même se voyait comme un technicien de l'écriture et a, toute sa vie, cherché de nouvelles méthodes pour atteindre une perfection technique qui devait lui assurer le succès[réf. nécessaire]. Les thèmes favoris de son œuvre en science-fiction sont : l'immortalité, la lutte de l'homo sapiens contre le surhomme et l'omnipotence du savoir philosophique.
Il a proposé des solutions originales et inattendues aux problèmes vécus par ses personnages, tout comme il a créé différents surhommes, les plus notables étant Jommy Cross dans À la poursuite des Slans, Robert Hedrock dans le cycle des marchands d'armes et Gilbert Gosseyn dans le cycle du Ā. Finalement, il a imaginé plusieurs monstres aux pouvoirs extraordinaires, tels Ixtl dans La Faune de l'espace, les Ezwal dans La Guerre contre le Rull et le Gliss dans Le Silkie.
David Pringle, critique et éditeur de magazines de science-fiction, estime pour sa part que « l'œuvre de van Vogt, qui a donné tant d'heureux moments d'évasion, est maintenant considérée comme le plus grand embarras de la science-fiction moderne. »
Le rédacteur d'un fanzine, Damon Knight, a rédigé un pamphlet dans lequel il qualifie van Vogt de « Pygmée sur une machine à écrire géante ». Van Vogt réplique en lui prédisant une belle carrière littéraire, prédiction qui se réalisera. Knight fera amende honorable en écrivant lui-même une nouvelle de pur style vanvogtien : L'Arbre du temps.
L'influence de son œuvre sur Philip K. Dick, un autre auteur de science-fiction, est avérée.
Pendant les années 1980, van Vogt a engagé une poursuite contre la 20th Century Fox, producteur du film Alien - Le huitième passager, car il estimait que le scénario s'inspirait largement d'une aventure de son roman La Faune de l'espace, celle où les membres de l'équipage affrontent un monstre intelligent et meurtrier. Cette poursuite a été réglée à l'amiable. Ce roman a vraisemblablement aussi inspiré la série télévisée Star Trek, puisqu'il conte l'épopée d'un astronef dont la mission est l'exploration de l'univers à la recherche de civilisations extraterrestres, afin de les étudier.

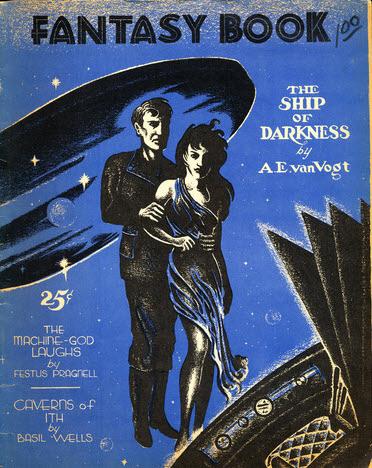

## Œuvres principales

### Cycle du Ā
1. Le Monde des Ā
2. Les Joueurs du Ā
3. La Fin du Ā

### Cycle des marchands d'armes
1. Les Armureries d'Isher
2. Les Fabricants d'armes

### Cycle de Linn
1. L'Empire de l'atome
2. Le Sorcier de Linn

### Romans indépendants
- À la poursuite des Slans
- Le Livre de Ptath
- La Faune de l'espace
- La Guerre contre le Rull
- Le Silkie
- Des lendemains qui scintillent
- L'Été indien d'une paire de lunettes
- Le Colosse anarchique
- L'Homme multiplié
- Ténèbres sur Diamondia
- La Cité du grand juge
- Créateur d'univers
- Invasion galactique
- Les Enfants de demain

### Anthologies et recueils de nouvelles
- Destination univers (Destination: Universe!, 1952)
  - Correspondance
  - Les Maîtres
  - Un pot de peinture
  - Le Village enchanté
- Au-delà du néant
- Le Livre d'or de la science-fiction : A. E. van Vogt
- Après l'éternité
- L'Horloge temporelle

### Nouvelles traduites en français
- Le Monstre (1948)
- Processus (1950)
- Ersatz éternel (1972)

## Autres médias
- 2004 : A Can of Paint (court métrage) de Robi Michael
- 2002 : Au-delà du réel : L'aventure continue (série télévisée)
  - Saison 5, épisode 7 : Le Facteur humain, The Human Operators (2002) avec Harlan Ellison
  - Saison 7, épisode 21 : Faiblesses humaines, The Human Factor (2002)
- 1998 : Welcome to Paradox, (série télévisée) (Épisode 2) Research Alpha (1998)
- 1970 : Night Gallery, (série télévisée) (Saison 2, Épisode 9) "Since Aunt Ada Came to Stay" 1971
- 1953 : Tales of Tomorrow, (série télévisée) (Saison 2, Épisode 36) "The Vault"